# Метод «50-20-30»
Метод «50-20-30» — в личных финансах принцип управления личным (семейным) бюджетом, состоящий в распределении дохода на различные цели в процентном соотношении 50/20/30. Метод 50-20-30 — один из множества различных методов распоряжения бюджетом, целью которого является достижение баланса между потреблением и сбережениями, которые обеспечат уровень жизни завтра.

## Описание метода
Метод 50-20-30 сформулирован Алексой фон Тобель и предполагает следующее распределение ежемесячного дохода.
1. 50% дохода должно направляться на основные цели: оплата ипотеки или аренды жилья, жилищно-коммунальных услуг, проезда до работы и обратно и питание. В питание не включается питание в кафе, ресторанах, столовых и т.п.
2. 20% должны инвестироваться в будущее: погашение кредитов (образовательных, карточных и т.п.), создание сбережений на чёрный день и пенсионные накопления.
3. 30% могут расходоваться на удовольствия: формирование и поддержание стиля жизни. Сюда включаются походы в рестораны, кино, поездки во время отпуска и т.д.

Основные цели включают в себя основные потребности, без удовлетворения которых невозможно существовать. Инвестиции в будущее помогают избежать закредитованности, обеспечивают удовлетворение потребностей и поддержание стиля жизни в случае непредвиденных событий и после выхода на пенсию. Остальное позволяет наслаждаться жизнью.

## Экономический смысл
Метод «50-20-30» — один из многих аналогичных методов распределения личного (семейного) бюджета. Все они предполагают разделение расходов на категории и выделение отдельной категории под названием «Сбережения». Целью метода «50-30-20» и других аналогичных является достижение баланса между сегодняшним и завтрашним потреблением. Непредвиденные неблагоприятные события (чёрный день) и выход на пенсию может быть заранее профинансирован за счёт создания сбережений. Если формировать сбережения не удаётся, то возможно стоить подумать о том, чтобы отказаться от части «не важных» расходов. Рациональность использования метода может обоснована гипотезами жизненного цикла и перманентного дохода, в основе которых лежит идея сглаживания потребления в течение жизни.
Примерами аналогичных методов распоряжения личным (семейным) бюджетом могут служить:
1. Принцип «сначала заплати себе», впервые сформулированный в книге Самый богатый человек в Вавилоне[2], затем популяризованный американским писателем Наполеоном Хиллом в его книге «Думай и богатей», согласно которому в первую очередь личные доходы следует откладывать на будущее ― то есть платить самому себе[3].
2. Метод шести кувшинов[4].
3. Метод четырёх конвертов.